# Ernest Jackson Lawson Soulsby
Ernest Jackson Lawson Soulsby, Barón Soulsby de Swaffham Prior (23 de junio de 1926 - 8 de mayo de 2017), fue un microbiólogo y parasitólogo británico.

## Biografía
Soulsby se crio en el antiguo condado de Westmorland en la granja familiar en Williamsgill, Newbiggin, Temple Sowerby. Fue educado en la Queen Elizabeth Grammar School, Penrith, y luego en la Universidad de Edimburgo.
En 1962, Soulsby se casó con Annette Williams. 
Soulsby fue veterinario de la ciudad de Edimburgo de 1949 a 1952, y luego profesor de parasitología clínica en la Universidad de Bristol de 1952 a 1954. De 1954 a 1963 Soulsby fue profesor de patología animal en la Universidad de Cambridge. Fue profesor de parasitología en la Universidad de Pennsylvania hasta 1978, cuando regresó a la Universidad de Cambridge como profesor de patología animal de 1978 a 1993.
Antes de su jubilación, Soulsby también fue profesor invitado en varias universidades de Europa y Estados Unidos. Fue miembro honorario de numerosas sociedades internacionales de parasitología y ha sido galardonado con numerosos títulos y premios honoríficos. Soulsby fue miembro del Consejo del Royal College of Veterinary Surgeons desde 1978, presidente de la Royal Society of Medicine, del Royal College of Veterinary Surgeons y miembro emérito del Wolfson College desde 1978.

Fue creado par vitalicio el 22 de mayo de 1990 como Barón Soulsby de Swaffham Prior, de Swaffham Prior en el condado de Cambridgeshire y fue presentado a la Cámara de los Lores el 12 de junio de 1990, donde se sentó como conservador hasta su jubilación el 31 de diciembre de 2015. Participó en la investigación del Gobierno sobre la caza del zorro y fue asesor experto del Gobierno del Reino Unido en cuestiones de bienestar animal, ciencia y tecnología, biotecnología y medio ambiente. Además, fue presidente del Comité Parlamentario y Científico y presidente del Royal Institute of Public Health hasta 2008, cuando se fusionó con la Royal Society of Health para convertirse en la Royal Society for Public Health (RSPH). Se desempeñó como presidente del nuevo organismo hasta finales de 2009 y fue miembro honorario de la RSPH.
Soulsby también fue cirujano veterinario de la reina Isabel II de Inglaterra. Publicó 14 libros, así como artículos en diversas revistas veterinarias. 
Soulsby murió el 8 de mayo de 2017 en su casa de Swaffham Prior a la edad de 90 años.

## Obras seleccionadas
- Textbook of Veterinary Clinical Parasitology (Libro de texto de parasitología clínica veterinaria, 1965)
- Biology of Parasites (Biología de los parásitos, 1966)
- Epidemiology and Control of Nematodiasis in Cattle (Epidemiología y control de la nematodiasis en el ganado, 1981)